# Chéron de Pellène
Pour les articles homonymes, voir Chéron.
Chéron de Pellène (en grec ancien Χαίρων) est un disciple de Platon et Xénocrate. 

## Notice biographique
Originaire de Pellène en Achaïe, il fut deux fois vainqueur à la lutte aux Jeux néméens et quatre fois aux Jeux olympiques dans la même discipline, puis il renversa le gouvernement établi, devint tyran de sa patrie, fonction qu'il accepta d'Alexandre le Grand. Une fois au pouvoir, il proscrivit les meilleurs citoyens, donna aux esclaves l’argent et les biens des maîtres, et leurs femmes pour épouses, interprétation du système politique de la République et des Lois de Platon. 

## Source
- Pausanias, Description de la Grèce [détail des éditions] [lire en ligne] (Livre VII, 27)
- Athénée, Deipnosophistes [détail des éditions] (lire en ligne) (Livre XI, 118)